# François de Cauvigny de Colomby
François de Cauvigny, signore di Colomby (Caen, 1588 – 1648), è stato un poeta e oratore francese, membro dell'Académie française.

## Biografia
Era parente di Malherbe che gli insegnò a comporre versi e che diceva di lui «che aveva un buon ingegno ma alcun talento per la poesia». A dispetto della mediocrità delle sue opere, venne accolto nel celebre circolo letterario dell'hôtel de Rambouillet e riuscì a entrare a Corte dove fece creare apposta per sé l'impiego di «oratore del re per i discorsi allo stato», funzione mai esistita prima e soppressa alla sua morte. Questo impiego pro forma gli valse ad ogni modo un mantenimento annuo di 1 200 scudi. Verso la fine della sua carriera decise di entrare nel mondo ecclesiastico, senza tuttavia diventare sacerdote, rinunciando alla mondanità e non comparendo più persino alle riunioni dell'Académie française, di cui fu un membro fondatore. 
Scrisse di lui Pellisson: «era alto e assai imponente, di temperamento ambizioso e attento in tutte le sue azioni.» Di lui sono rimaste diversi brani, tra cui un Discorso di consolazione di corrispondenza scelta di grandi scrittori dell'epoca. La sua opera principale resta la poesia intitolata Les Plaintes de la captive Caliston à l'invincible Aristarque, dallo stile chiaro e scritta non senza slancio. In prosa la sua traduzione della Historiarum Philippicarum T. Pompeii Trogi Libri XLIV dello storico latino Marco Giuniano Giustino fu a lungo ammirata, prima di cadere nell'oblio ai giorni nostri.

## Opere
- Les Plaintes de la captive Caliston à l'invincible Aristarque (1605)
- Discours presenté au Roy avant son partement pour aller assieger Sedan (1606)
- Actions de grâces à Dieu pour les mariages du Roy et de Madame, et pour tous les heureux succès de la régence de la Reine (1612)
- Observations politiques, topographiques et historiques sur Tacite, ensemble la traduction de quelque partie du premier livre des Annales du même auteur (1613) Testo francese in linea
- Réfutation de l'astrologie judiciaire (1614)
- L'Histoire universelle de Trogue Pompée, réduite en abrégé par Justin et traduite en françois par le sieur de Collomby-Cauvigny (1616)
- Lettre à monseigneur le chancelier, par messire François de Cauvigny, seigneur de Coulomby, conseiller du roi (1624)
- De l'autorité des roys : premier discours (1631)
- Discours panégyrique au roi, par messire François de Cauvigny, seigneur de Coulomby, conseiller du roi en ses conseils, et son orateur pour les discours d'État (1631)